# 角田晃一
角田 晃一（つのだ こういち、1970年11月18日 - ）は、日本中央競馬会 (JRA) 所属の調教師で元騎手。

## 来歴
1970年鳥取県西伯郡名和町にて4人兄妹の長男として出生。長兄でありながら体躯が小さかったものの、運動が得意であった角田に父は騎手になることを進路の一つとして提案。競馬とは無縁の環境であった鳥取で生まれ育ち、競馬サークルにも知人のいなかった角田であったが、父の勧め通り競馬学校に進学、1989年栗東・渡辺栄厩舎所属の騎手としてデビュー。同期には田中勝春、佐藤哲三らがいる。
デビュー当初「うちの馬は全てお前に任せる」と告げた渡辺は、他厩舎からも騎乗馬を回してもらうよう手配するなど角田を支援。その期待に応え初年度43勝を挙げ、1989年のJRA賞最多勝利新人騎手として表彰された。
師匠の渡辺の縁で、鶴留明雄・山本正司といった武田文吾一門の厩舎の馬に騎乗することがあった角田は1991年、シスタートウショウに騎乗し桜花賞を制覇、デビュー3年目にしてGIジョッキーとなる。気性難であった同馬を乗りこなせた要因を後に角田は「競馬学校時代に癖馬ばかり乗らされた経験が生きている」と語っている。
1994年にはノースフライトとのコンビで安田記念・マイルチャンピオンシップを制し、GIを2勝。デビューから5年間での重賞11勝のうち、10勝が牝馬に騎乗してのものであり、牝馬に騎乗しての活躍が目立つことから、この頃より「牝馬の角田」と呼ばれるようになる。さらに翌年ヒシアケボノでスプリンターズステークスを制覇。前年ノースフライトのGI2勝と足し当時の古馬短距離GI全制覇という記録を達成。佐山優調教師・ヒシの冠名の競走馬を所有している阿部雅一郎オーナーからの信頼が厚く、この他ヒシミラクルでGI3勝を記録するなど、一時期をのぞいて長く主戦として活躍をした。
2001年は、ジャングルポケットで東京優駿を制覇。同馬主・同厩舎・同騎手で、幻の三冠馬と呼ばれたフジキセキ以来の念願を成就している。
角田はその後渡辺栄厩舎の定年解散に伴い2004年3月よりフリーへと転向。これにより後にGI馬となるスイープトウショウ、フサイチパンドラの主戦を降ろされる不運に見舞われ、勝ち鞍を大幅に減らした時期があったが、2007年、サマージョッキーズシリーズ初代チャンピオンを獲得し、第21回ワールドスーパージョッキーズシリーズへの出場を果たすなど徐々に騎乗回数を回復し、勝ち鞍も伸ばしていた。
騎手生活晩年は松永昌博厩舎の主戦騎手として騎乗していた。2010年2月に調教師免許試験に合格し、同年2月28日付で引退することが発表された。同年3月1日より中竹和也厩舎にて技術調教師として活動。翌2011年3月1日付で調教師として開業した（栗東:馬房数14）。2013年11月9日、ファンタジーステークスで管理馬のベルカントが優勝、調教師として重賞初制覇となった。
長男である角田大和は2014年のジョッキーベイビーズ優勝者で、父の日本ダービー優勝を映像で見て騎手に憧れ2017年4月に競馬学校に36期生として入学
。2021年2月に騎手免許試験に合格し、同年3月にデビューした。
次男・角田大河も騎手を目指し、2019年に競馬学校に38期生として入学、2022年2月に騎手免許を取得、同年3月にデビューしたが、2024年に死去した。
2019年には管理馬のマスターフェンサーで米国クラシック競走のケンタッキーダービー（6着）、ベルモントステークス（5着）に挑戦した。

## 騎手成績
|            | 日付           | 競馬場・開催  | 競走名           | 馬名               | 頭数 | 人気 | 着順 |
| ---------- | -------------- | ------------- | ---------------- | ------------------ | ---- | ---- | ---- |
| 初騎乗     | 1989年3月4日   | 1回阪神3日1R  | 3歳未勝利        | ミツワシンゲキ     | 9頭  | 2    | 3着  |
| 初勝利     | 1989年3月18日  | 1回阪神7日8R  | 4歳上400万円下   | ヤマニントリガー   | 8頭  | 7    | 1着  |
| 重賞初騎乗 | 1989年6月4日   | 3回阪神6日11R | 阪急杯           | ワンモアマイハート | 18頭 | 15   | 16着 |
| 重賞初勝利 | 1990年6月10日  | 3回東京8日11R | エプソムカップ   | サマンサトウショウ | 14頭 | 3    | 1着  |
| GI初騎乗   | 1989年11月12日 | 5回京都4日10R | エリザベス女王杯 | シンビクトリー     | 20頭 | 14   | 3着  |
| GI初勝利   | 1991年4月7日   | 3回京都6日10R | 桜花賞           | シスタートウショウ | 18頭 | 4    | 1着  |

| 年度   | 1着 | 2着 | 3着 | 騎乗数 | 勝率 | 連対率 | 複勝率 | 備考                                    |
| ------ | --- | --- | --- | ------ | ---- | ------ | ------ | --------------------------------------- |
| 1989年 | 43  | 42  | 30  | 340    | .126 | .250   | .338   | JRA賞最多勝利新人騎手                   |
| 1990年 | 47  | 35  | 54  | 478    | .098 | .172   | .285   |                                         |
| 1991年 | 67  | 41  | 60  | 449    | .149 | .241   | .374   | 優秀騎手賞（勝率部門）                  |
| 1992年 | 52  | 40  | 23  | 376    | .138 | .245   | .306   | 優秀騎手賞（勝率部門）                  |
| 1993年 | 49  | 38  | 45  | 392    | .125 | .222   | .337   | フェアプレー賞                          |
| 1994年 | 57  | 48  | 53  | 439    | .130 | .240   | .361   |                                         |
| 1995年 | 42  | 34  | 39  | 377    | .111 | .202   | .305   |                                         |
| 1996年 | 45  | 31  | 41  | 445    | .102 | .172   | .265   | フェアプレー賞（関西）                  |
| 1997年 | 34  | 26  | 34  | 417    | .083 | .147   | .230   | フェアプレー賞（関西）                  |
| 1998年 | 16  | 22  | 22  | 298    | .055 | .131   | .206   |                                         |
| 1999年 | 26  | 28  | 37  | 336    | .078 | .162   | .273   |                                         |
| 2000年 | 36  | 28  | 27  | 377    | .095 | .170   | .241   | フェアプレー賞（関西）                  |
| 2001年 | 30  | 39  | 39  | 436    | .069 | .160   | .250   | フェアプレー賞（関西）                  |
| 2002年 | 31  | 15  | 31  | 430    | .074 | .109   | .183   |                                         |
| 2003年 | 20  | 26  | 19  | 413    | .049 | .112   | .158   |                                         |
| 2004年 | 14  | 26  | 24  | 329    | .043 | .122   | .195   |                                         |
| 2005年 | 10  | 17  | 18  | 277    | .036 | .098   | .163   |                                         |
| 2006年 | 18  | 22  | 25  | 339    | .054 | .119   | .193   |                                         |
| 2007年 | 24  | 39  | 41  | 427    | .056 | .148   | .244   | サマージョッキーズシリーズ チャンピオン |
| 2008年 | 30  | 32  | 35  | 537    | .056 | .116   | .181   |                                         |
| 2009年 | 19  | 26  | 14  | 416    | .046 | .109   | .143   |                                         |
| 2010年 | 3   | 3   | 2   | 42     | .071 | .143   | .190   |                                         |
| 通算   | 713 | 658 | 713 | 8322   | .086 | .164   | .250   |                                         |

## 主な騎乗馬

### 代表騎乗馬
（太字はGI級競走を示す）
- シスタートウショウ（1991年桜花賞）
- ノースフライト（1993年府中牝馬ステークス、1994年安田記念、スワンステークス、マイルチャンピオンシップ）
- フジキセキ（1994年朝日杯3歳ステークス、1995年弥生賞）
- ヒシアケボノ（1995年スワンステークス、スプリンターズステークス）
- ビワハイジ（1995年阪神3歳牝馬ステークス）
- ジャングルポケット（2001年共同通信杯、東京優駿、ジャパンカップ）
- ヒシミラクル（2002年菊花賞、2003年天皇賞（春）、宝塚記念）

その他
- ミツワトップレディ
- ブラックホーク
- ダンスパートナー
- エスポワールシチー
- ヌエボトウショウ

## 調教師成績
|            | 日付           | 競馬場・開催  | 競走名                           | 馬名               | 頭数 | 人気 | 着順 |
| ---------- | -------------- | ------------- | -------------------------------- | ------------------ | ---- | ---- | ---- |
| 初出走     | 2011年3月5日   | 1回阪神3日1R  | 3歳未勝利                        | サイキョウファスト | 15頭 | 11   | 11着 |
| 初勝利     | 2011年4月24日  | 1回新潟2日7R  | 4歳上500万下                     | ロックンロール     | 12頭 | 1    | 1着  |
| 重賞初出走 | 2011年7月17日  | 3回新潟2日11R | アイビスSD                       | シャウトライン     | 15頭 | 7    | 4着  |
| 重賞初勝利 | 2013年11月9日  | 5回京都3日11R | ファンタジーS                    | ベルカント         | 18頭 | 4    | 1着  |
| GI初出走   | 2013年12月15日 | 5回中山6日11R | 朝日杯フューチュリティステークス | ベルカント         | 16頭 | 3    | 10着 |
| GI初勝利   |                |               |                                  |                    |      |      |      |

### 主な管理馬
※括弧内は当該馬の優勝重賞競走、太字はGI級競走。
- ベルカント（2013年ファンタジーステークス、2014年フィリーズレビュー、2015年アイビスサマーダッシュ、 北九州記念、2016年アイビスサマーダッシュ)
- メイショウコロンボ（2014年兵庫ゴールドトロフィー[15]、2015年名古屋大賞典）
- アレスバローズ （2018年CBC賞、北九州記念）
- イベリス （2019年アーリントンカップ、2021年京都牝馬ステークス）
- ムイトオブリガード （2019年アルゼンチン共和国杯）
- マスターフェンサー （2020年マーキュリーカップ、白山大賞典、名古屋グランプリ、2021年マーキュリーカップ）
- ウェルドーン（2021年関東オークス）
- タマモブラックタイ（2023年ファルコンステークス）

## 主な厩舎所属者
※太字は門下生。括弧内は厩舎所属期間と所属中の職分。
- 坂口貴大（2011年-現在 調教助手）
- 白坂聡（2011年-現在 調教助手）
- 柴原央明（2012年-現在 調教助手）
- 高野容輔（2017年-現在 調教助手）[16]
- 角田大和（2021年-現在 騎手）